# 澤萊內 (波洛希區)
47°42′2″N 36°12′0″E / 47.70056°N 36.20000°E

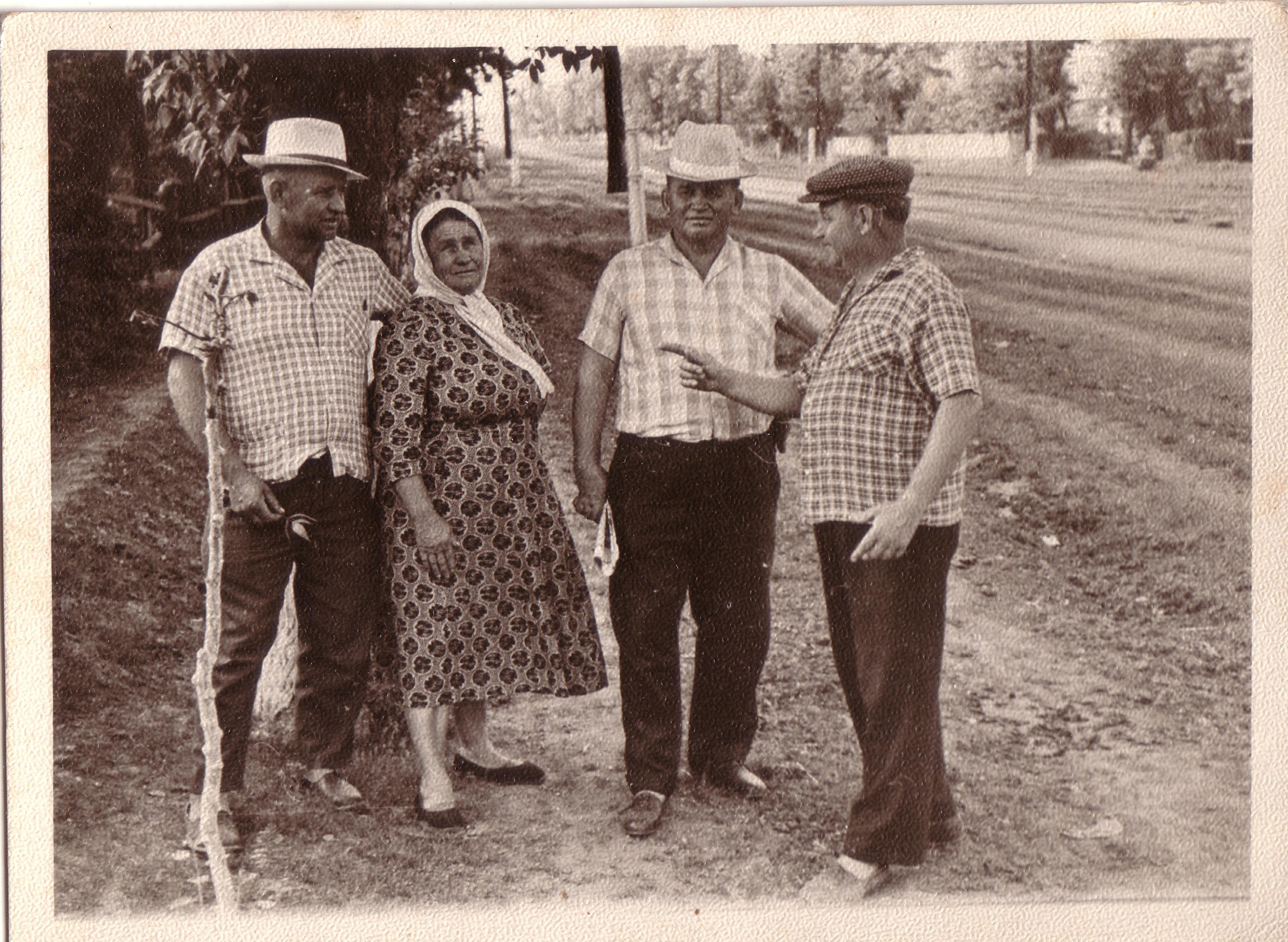
村子主路上的村民，攝於1960年代

澤萊內（羅馬化：Zelene）是位於烏克蘭東南部扎波羅熱州波洛希區胡利亚伊波莱市镇的村莊。該村處於海丘爾河左岸，分別距離胡利亞伊波萊1.5公里和奧萊諾康斯坦丁尼夫卡2公里，始建於1932年，面積0.69平方公里，海拔高度99米，2001年人口141。